# Зоеа
Зоеа је ларва већине представника виших, декаподних ракова која води планктонски начин живота. Тело ларве зоеа састоји се из цефалоторакса (главено-грудни део) и плеона (сегментисаног абдомена). Од екстремитета присутни су уснени и понеки предњи грудни (максилопеде), као и задњи трбушни екстремитети (уроподе). Уроподе одсуствују код ларви краба. На глави зоее налазе се зачеци сложених фацетованих очију. 
Адаптације за планктонски начин живота присутне су у грађи цефалоторакса. Присутне су једна чеона, једна леђна и две бочне бодље којима се повећава површина тела, што олакшава лебдење у воденом стубу. 

## Филогенетски оквир
Код појединик представника (попут речног рака) стадијум зоее се одиграва у јајету. Филогенетски засебна група декаподних ракова, подред Dendrobranchiata, карактерише се одсуством типичне зоеа ларве у развићу. Код ракова из натфамилије Penaeoidea стадијуму зоеа ларве одговарају стадијуми презоеа и мизис ларви, док су код представника натфамилије Sergestoidea то стадијуми елафокарис и акантозома ларви.